# Denton (Kansas)
Pour les articles homonymes, voir Denton.
Denton est une ville américaine située dans le comté de Doniphan, au Kansas. Selon le recensement de 2020, sa population est de 148 habitants.